# Championnat d'Équateur de football 1992
Navigation
Saison précédente Saison suivante
La saison 1992 du Championnat d'Équateur de football est la trente-quatrième édition du championnat de première division en Équateur.
Douze équipes prennent part à la Série A, la première division. Le championnat se déroule en trois phases. La première voit les équipes regroupées au sein d'une poule unique où elles s'affrontent deux fois, à domicile et à l'extérieur. Les deux premiers se qualifient pour la Liguilla, la poule pour le titre, le dernier est relégué en Série B. La seconde phase se déroule avec les douze équipes, réparties en deux poules, dont le premier obtient également son billet pour la Liguilla. Enfin, les deux plus mauvaises équipes (au cumul des points sur l'ensemble de la saison) s'affrontent en barrage de relégation.
C'est le Club Deportivo El Nacional qui remporte la compétition après avoir battu lors de la finale nationale le tenant du titre, le Barcelona Sporting Club. C'est le 10e titre de champion d'Équateur de l'histoire du club.

## Les clubs participants
| - Sociedad Deportiva Aucas - Promu de Série B - Club Deportivo Green Cross - Barcelona Sporting Club - Deportivo Quito - Club Sport Emelec - Club Deportivo El Nacional | - CDT Universitario - Club Deportivo Delfín - LDU Quito - Valdez Sporting Club - Deportivo Cuenca - CDU Católica del Ecuador |

## Compétition

### Première phase
| Rang | Équipe                     | Pts | J  | G  | N | P  | Bp | Bc | Diff |
| ---- | -------------------------- | --- | -- | -- | - | -- | -- | -- | ---- |
| 1    | Club Sport Emelec          | 36  | 22 | 16 | 4 | 2  | 41 | 10 | +31  |
| 2    | Club Deportivo El Nacional | 30  | 22 | 11 | 8 | 3  | 31 | 14 | +17  |
| 3    | Barcelona Sporting Club T  | 28  | 22 | 12 | 4 | 6  | 42 | 22 | +20  |
| 4    | LDU Quito                  | 25  | 22 | 10 | 5 | 7  | 34 | 28 | +6   |
| 5    | Deportivo Cuenca           | 25  | 22 | 10 | 5 | 7  | 30 | 26 | +4   |
| 6    | Valdez Sporting Club       | 21  | 22 | 7  | 7 | 8  | 25 | 23 | +2   |
| 7    | Deportivo Quito            | 21  | 22 | 6  | 9 | 7  | 26 | 31 | -5   |
| 8    | Sociedad Deportiva Aucas P | 19  | 22 | 8  | 3 | 11 | 32 | 29 | +3   |
| 9    | Club Deportivo Green Cross | 19  | 22 | 8  | 3 | 11 | 31 | 43 | -12  |
| 10   | Club Deportivo Delfín      | 14  | 22 | 3  | 8 | 11 | 20 | 42 | -22  |
| 11   | CDT Universitario          | 13  | 22 | 3  | 7 | 12 | 10 | 31 | -21  |
| 12   | CDU Católica del Ecuador   | 13  | 22 | 2  | 9 | 11 | 19 | 42 | -23  |

|  | Qualification pour la Liguilla           |
|  | Relégation en Série B                    |
|  | T : Tenant du titre P : Promu de Série B |

### Deuxième phase
CDU Católica del Ecuador est relégué en Série B et remplacé par le LDU Portoviejo, champion de deuxième division.

#### Groupe 1
| Rang | Équipe                     | Pts | J  | G | N | P | Bp | Bc | Diff |
| ---- | -------------------------- | --- | -- | - | - | - | -- | -- | ---- |
| 1    | Club Deportivo Green Cross | 14  | 10 | 6 | 2 | 2 | 18 | 8  | +10  |
| 2    | Barcelona Sporting Club T  | 13  | 10 | 5 | 3 | 2 | 17 | 6  | +11  |
| 3    | Deportivo Quito            | 13  | 10 | 6 | 1 | 3 | 14 | 12 | +2   |
| 4    | Club Sport Emelec          | 11  | 10 | 3 | 5 | 2 | 11 | 8  | +3   |
| 5    | CDT Universitario          | 5   | 10 | 1 | 3 | 6 | 4  | 16 | -12  |
| 6    | Deportivo Cuenca           | 4   | 10 | 1 | 2 | 7 | 8  | 22 | -14  |

|  | Qualification pour la Liguilla |
|  | T : Tenant du titre            |

#### Groupe 2
| Rang | Équipe                     | Pts | J  | G | N | P | Bp | Bc | Diff |
| ---- | -------------------------- | --- | -- | - | - | - | -- | -- | ---- |
| 1    | LDU Quito                  | 12  | 10 | 4 | 4 | 2 | 13 | 9  | +4   |
| 2    | Club Deportivo El Nacional | 11  | 10 | 5 | 1 | 4 | 17 | 11 | +6   |
| 3    | Valdez Sporting Club       | 11  | 10 | 5 | 1 | 4 | 12 | 11 | +1   |
| 4    | Club Deportivo Delfín      | 10  | 10 | 4 | 2 | 4 | 15 | 18 | -3   |
| 5    | Sociedad Deportiva Aucas   | 9   | 10 | 3 | 3 | 4 | 7  | 9  | -2   |
| 6    | LDU Portoviejo P           | 7   | 10 | 2 | 3 | 5 | 9  | 15 | -6   |

|  | Qualification pour la Liguilla |
|  | P : Promu de Série B           |

### Troisième phase

#### Barrage de relégation
| Équipe 1          | Résultat | Équipe 2       | Aller | Retour | Appui         |
| ----------------- | -------- | -------------- | ----- | ------ | ------------- |
| CDT Universitario | 2 - 1    | LDU Portoviejo | 3 - 2 | 0 - 4  | 2 - 2 4-2 tab |

#### Liguilla
Les deux premiers de la première phase ainsi que les deux leaders de poule de la deuxième phase reçoivent un bonus d'un point.
| Rang | Équipe                        | Pts | J  | G | N | P | Bp | Bc | Diff |
| ---- | ----------------------------- | --- | -- | - | - | - | -- | -- | ---- |
| 1    | Club Deportivo El Nacional +1 | 15  | 10 | 5 | 4 | 1 | 16 | 7  | +9   |
| 2    | Barcelona Sporting Club T     | 15  | 10 | 6 | 3 | 1 | 14 | 7  | +7   |
| 3    | Club Sport Emelec +1          | 13  | 10 | 5 | 2 | 3 | 21 | 10 | +11  |
| 4    | Club Deportivo Green Cross +1 | 8   | 10 | 2 | 3 | 5 | 8  | 15 | -7   |
| 5    | LDU Quito +1                  | 7   | 10 | 2 | 2 | 6 | 7  | 16 | -9   |
| 6    | Deportivo Quito               | 6   | 10 | 2 | 2 | 6 | 10 | 21 | -11  |

|  | Qualification pour la Copa Libertadores 1993 |
|  | Qualification pour la Copa CONMEBOL 1993     |
|  | T : Tenant du titre                          |

#### Finale pour le titre
Les clubs de Club Deportivo El Nacional et du Barcelona Sporting Club terminent à égalité et doivent disputer un barrage pour déterminer le champion d'Équateur.
| Équipe 1                   | Résultat | Équipe 2                | Aller | Retour |
| -------------------------- | -------- | ----------------------- | ----- | ------ |
| Club Deportivo El Nacional | 3 - 2    | Barcelona Sporting Club | 2 - 1 | 1 - 1  |

## Bilan de la saison
| Championnat d'Équateur de football 1992 |                                        |
| Champion                                | Club Deportivo El Nacional (10e titre) |
| Qualifications continentales            |                                        |
| Copa Libertadores 1993                  | Club Deportivo El Nacional             |
| Copa Libertadores 1993                  | Barcelona Sporting Club                |
| Copa CONMEBOL 1993                      | Club Sport Emelec                      |
| Promotions et relégations               |                                        |
| Promus en Série A                       | Santos Machala                         |
| Relégués en Série B                     | LDU Portoviejo                         |